# Sandy Lyle
Alexander Walter „Sandy“ Lyle, MBE (* 9. Februar 1958 in Shrewsbury, England) ist ein Profigolfer, der – obwohl in England geboren – für Schottland spielt. Er zählt zu den „Big Five“, einer Gruppe von Weltklasse-Golfern, die alle innerhalb von 12 Monaten geboren wurden, mindestens ein Major gewonnen und Europa im Ryder Cup konkurrenzfähig gemacht haben. Die anderen sind Seve Ballesteros, Nick Faldo, Bernhard Langer und Ian Woosnam.

## Werdegang
Schon im Alter von drei Jahren wurde Lyle wurde von seinem Vater zum Golfspiel gebracht. In seiner Amateurlaufbahn gewann er 1975 und 1977 die English Amateur Stroke Play Championship und war Mitglied des Walker Cup Teams (der „Ryder Cup“ für Amateure). Im Herbst 1977 wurde Sandy Lyle Profi und in seiner ersten Saison mit dem Sir Henry Cotton Rookie of the Year Award (bester Neuling) ausgezeichnet.
Seine hohe Qualität zeigte er mit seinem Sieg bei der Open Championship in Sandwich (England) im Jahre 1985, als erster britischer Gewinner seit 1969 (damals Tony Jacklin). Im selben Jahr war Lyle Mitglied des siegreichen europäischen Ryder Cup Teams.
Der wohl bekannteste Moment in seiner Karriere war der legendäre Fairway-Bunkerschlag knapp zur Fahne des letzten Lochs in der Finalrunde des Masters in Augusta 1988. Er gewann dieses wohl prestigeträchtigste Golfturnier mit einem Birdie und war damit der erste Brite, der das Green Jacket in Empfang nehmen durfte. Im selben Jahr holte sich Lyle auch noch die World Match Play Championship.
Dreimal (1979, 1980 und 1985) gewann er die European Tour Order of Merit (Geldrangliste) und war zwischen 1979 und 1992 insgesamt neunmal unter den Top 10. Lyle war einige Jahre auch Mitglied der US-amerikanischen PGA Tour und erreichte dort 1988 den 7. Platz in der Geldrangliste.
1989 verlor er seine Form und konnte – abgesehen von 1992 in Europa – seither nicht mehr an seine konstant guten Leistungen anschließen. Seit 2008, mit Erreichen des Alterslimits von 50 Jahren, spielt Lyle auf der Champions Tour und der European Seniors Tour. Sein bislang bestes Jahr auf der Champions Tour war 2015, als er in der Geldrangliste den 47. Platz belegte.
im Jahr 2004 wurde Sandy Lyle in die Scottish Sports Hall of Fame aufgenommen und 2012 in die World Golf Hall of Fame aufgenommen.

## Siege auf der PGA European Tour
- 1979: BA/Avis Open, Scandinavian Enterprise Open, European Open Championship
- 1980: Coral Welsh Classic
- 1981: Paco Rabanne Open de France, Lawrence Batley International
- 1982: Lawrence Batley International
- 1983: Cespa Madrid Open
- 1984: Italian Open, Lancome Trophy
- 1985: The Open Championship, Benson & Hedges International Open
- 1987: German Masters
- 1988: Dunhill British Masters
- 1991: BMW International Open
- 1992: Lancia Martini Italian Open, Volvo Masters

## Siege auf der PGA Tour (USA)
- 1986: Greater Greensboro Open
- 1987: The PLAYERS Championship
- 1988: Phoenix Open, Masters Tournament, Greater Greensboro Open

Major Championships sind fett gedruckt.

## Siege auf der European Seniors Tour
- 2011: ISPS Handa Senior World Championship

## Siege anderer Profi-Turniere
- 1978: Nigerian Open
- 1979: Scottish Professional Championship
- 1984: Kapalua International (Hawaii), Casio World Open (Japan)
- 1989: Suntory World Match Play Championship (England)

## Ergebnisse in Major-Turnieren
| Turnier               | 1974 | 1975 | 1976 | 1977 | 1978 | 1979 | 1980 | 1981 | 1982 | 1983 | 1984 | 1985 | 1986 | 1987 | 1988 | 1989 |
| --------------------- | ---- | ---- | ---- | ---- | ---- | ---- | ---- | ---- | ---- | ---- | ---- | ---- | ---- | ---- | ---- | ---- |
| The Masters           | DNP  | DNP  | DNP  | DNP  | DNP  | DNP  | 48   | T28  | DNP  | CUT  | DNP  | T25  | T11  | T17  | 1    | CUT  |
| US Open               | DNP  | DNP  | DNP  | DNP  | DNP  | DNP  | CUT  | CUT  | DNP  | DNP  | DNP  | DNP  | T45  | T36  | T25  | CUT  |
| The Open Championship | CUT  | DNP  | DNP  | CUT  | CUT  | T19  | T12  | T14  | T8   | CUT  | T14  | 1    | T30  | T17  | T7   | T46  |
| PGA Championship      | DNP  | DNP  | DNP  | DNP  | DNP  | DNP  | DNP  | CUT  | DNP  | DNP  | DNP  | DNP  | DNP  | DNP  | DNP  | DNP  |

| Turnier               | 1990 | 1991 | 1992 | 1993 | 1994 | 1995 | 1996 | 1997 | 1998 | 1999 | 2000 | 2001 | 2002 | 2003 | 2004 | 2005 | 2006 | 2007 | 2008 | 2009 |
| --------------------- | ---- | ---- | ---- | ---- | ---- | ---- | ---- | ---- | ---- | ---- | ---- | ---- | ---- | ---- | ---- | ---- | ---- | ---- | ---- | ---- |
| The Masters           | CUT  | CUT  | T37  | T21  | T38  | CUT  | CUT  | T34  | CUT  | T48  | CUT  | CUT  | CUT  | CUT  | T37  | CUT  | CUT  | 43   | 45   | T20  |
| US Open               | CUT  | T16  | T51  | T52  | DNP  | DNP  | DNP  | DNP  | DNP  | DNP  | DNP  | DNP  | DNP  | DNP  | DNP  | DNP  | DNP  | DNP  | DNP  | DNP  |
| The Open Championship | T16  | DQ   | T12  | CUT  | 74   | T79  | T55  | CUT  | T18  | CUT  | CUT  | T69  | T76  | CUT  | 73   | T32  | CUT  | T65  | WD   | CUT  |
| PGA Championship      | DNP  | T16  | CUT  | T56  | T73  | T39  | DNP  | DNP  | DNP  | DNP  | DNP  | DNP  | DNP  | DNP  | DNP  | DNP  | DNP  | DNP  | DNP  | DNP  |

| Turnier               | 2010 | 2011 | 2012 | 2013 | 2014 | 2015 | 2016 | 2017 | 2018 |
| --------------------- | ---- | ---- | ---- | ---- | ---- | ---- | ---- | ---- | ---- |
| The Masters           | CUT  | CUT  | CUT  | T54  | T44  | CUT  | CUT  | CUT  | CUT  |
| US Open               | DNP  | DNP  | DNP  | DNP  | DNP  | DNP  | DNP  | DNP  | DNP  |
| The Open Championship | CUT  | CUT  | CUT  | 84   | CUT  | CUT  | CUT  | CUT  | CUT  |
| PGA Championship      | DNP  | DNP  | DNP  | DNP  | DNP  | DNP  | DNP  | DNP  | DNP  |

| Turnier               | 2019 | 2020 | 2021 | 2022 | 2023 |
| --------------------- | ---- | ---- | ---- | ---- | ---- |
| The Masters           | CUT  | CUT  | CUT  | CUT  | CUT  |
| PGA Championship      | DNP  | DNP  | DNP  | DNP  | DNP  |
| US Open               | DNP  | DNP  | DNP  | DNP  | DNP  |
| The Open Championship | DNP  | KT   | DNP  | DNP  | DNP  |

DNP = nicht teilgenommen (engl. did not play)

WD = aufgegeben (engl. withdrawn)

DQ = disqualifiziert

CUT = Cut nicht geschafft

„T“ geteilte Platzierung (engl. tie)

KT = Kein Turnier (wegen Covid-19)

Grüner Hintergrund für Siege

Gelber Hintergrund für Top 10

## Siege als Amateur
- 1975: English Amateur Open Stroke-Play Championship (Brabazon Trophy), English Boys Amateur Stroke-Play Championship (Carris Trophy)
- 1977: English Amateur Open Stroke-Play Championship, British Youths Open Amateur Championship

## Trivia
Auf dem Golfplatz Schloss Wilkendorf ist ein 18-Loch-Platz nach Lyle benannt, der im Jahr 2010 zum sechstschönsten Golfplatz Deutschlands gewählt wurde.